# Gregor Pernuš
Gregor Pernuš (* 16. Juli 1999) ist ein slowenischer Volleyballspieler.

## Karriere
Pernuš begann seine Karriere im Alter von elf Jahren bei OK Triglav Kranj. 2020 wechselte er zu ACH Volley Ljubljana. Mit dem Verein gewann er 2021 die Mitteleuropäische Volleyball-Liga (MEVZA). Außerdem spielte er in der Champions League. Im Mai 2021 gab der Zuspieler sein Debüt in der slowenischen Nationalmannschaft. In der Saison 2021/22 erreichte Pernuš mit Ljubljana den dritten Platz im Challenge Cup. In der MEVZA-Liga gelang dem Team die Titelverteidigung. National gewann der Verein das Double aus Pokal und Meisterschaft. Anschließend wechselte Pernuš zum Ligakonkurrenten OK Maribor. Im Challenge Cup 2022/23 unterlag Maribor in der ersten Runde. Im gleichen Wettbewerb war die Saison 2023/24 ebenfalls nach einer Runde beendet. In der MEVZA-Liga erreichte Maribor den zweiten Platz.
2024 wurde Pernuš vom deutschen Bundesligisten SWD Powervolleys Düren verpflichtet. Im DVV-Pokal 2024/25 unterlagen die Dürener mit 2:3 im Finale gegen die Berlin Recycling Volleys. Anschließend mussten sie sich in den Bundesliga-Playoffs wie im Vorjahr im Viertelfinale gegen den VfB Friedrichshafen geschlagen geben.